# Victor Zsasz
Victor Zsasz (conocido como Mr. Zsasz o Zsasz) es un supervillano ficticio que aparece en los cómics publicados por DC Comics. El personaje apareció por primera vez en Batman: Shadow of the Bat # 1 (junio de 1992). Es un asesino en serie sadomasoquista y psicópata que se hace una marca para cada una de sus víctimas. Un adversario recurrente del superhéroe Batman, Zsasz pertenece al colectivo de enemigos que componen la galería de villanos de Batman.
El personaje ha aparecido en varios medios de comunicación. En particular, Danny Jacobs le ha dado voz en la franquicia de videojuegos Batman: Arkham, y el actor Anthony Carrigan interpretó a Victor Zsasz en la serie de televisión de acción real Gotham. Alex Morf interpreta a Zsasz en la segunda temporada de Batwoman. Tim Booth interpretó a Zsasz en la película Batman Begins (2005). Chris Messina interpretó a Zsasz en la película de DC Extended Universe, Birds of Prey (2020).

## Historial de publicaciones
Zsasz apareció por primera vez en Batman: Shadow of the Bat # 1 (junio de 1992), como parte del arco de la historia de cuatro partes de "Batman: The Last Arkham", y su historia de origen se contó en The Batman Chronicles # 3 (diciembre de 1996); Ambas historias fueron escritas por Alan Grant y dibujadas por Norm Breyfogle. Como se revela en el prólogo de la versión en rústica comercial de "Batman: El último Arkham", el nombre de Zsasz se deriva del psiquiatra Thomas Szasz; Grant vio el nombre mientras visitaba una biblioteca.

## Biografía del personaje ficticio

### Historia de origen
En Batman Chronicles # 3, contado por el propio Zsasz, se descubre que Victor Zsasz era el jefe de su propia empresa internacional y había amasado una gran fortuna personal además de la riqueza de su familia. A la edad de 25 años, sus padres murieron en un accidente de navegación, lo que lo envió a una profunda depresión. Se dedicó al juego y perdió dinero en competencias de todo el mundo. Una noche, terminó en un casino de Gotham City conocido como Iceberg Lounge, donde apostó todo lo que tenía y terminó perdiéndolo todo ante el Pingüino; después vio que su vida estaba vacía, impulsada por el deseo, y que su existencia no tenía sentido. Mientras intentaba suicidarse saltando desde el puente de Gotham, un vagabundo trató de agredirlo con un cuchillo después de que se negara a darle dinero. Agarrando instintivamente el cuchillo, Zsasz vio en los ojos del hombre que toda la vida no tiene sentido y que nada ni nadie importa. Luego procedió a apuñalar al hombre hasta la muerte como un "regalo" por salvarle la vida. A partir de entonces, se dedicó a "liberar" a otros de su existencia sin sentido (Zsasz a menudo se refiere a las víctimas como zombis. Por lo general, se alimenta de mujeres jóvenes, pero no tiene reparos en a quién asesina. Degüella a sus víctimas y las deja en poses realistas, agregando una marca de conteo a sí mismo cada vez. Ha sido declarado loco y regularmente encarcelado en Arkham Asylum cortesía de Batman, rompiendo en ocasiones para seguir matando.

### Arcos de la historia posterior
Durante su aparición debut en Batman: Shadow of the Bat, el arco de la historia inicial, Batman: The Last Arkham, Zsasz soborna a un contratista para que incluya un pasaje secreto que sale de su celda durante la reconstrucción del asilo bajo su nuevo director, Jeremiah Arkham, quien heredó el asilo de su tío, Amadeus Arkham. Aunque Zsasz está restringido durante el día cuando Jeremiah Arkham lo trata personalmente, lo llevan de regreso a su celda por la noche, donde dejaría el asilo a través del pasaje secreto, sin que los guardias nocturnos lo supieran. Después de que comienzan a aparecer asesinatos que se ajustan a su modus operandi, Batman y el Comisionado James Gordon fingir la locura de Batman para llevarlo al manicomio e investigar a Zsasz. Jeremiah Arkham es excepcionalmente brutal con Batman, quien supuestamente había asesinado a un oficial de policía; en el transcurso del "tratamiento", Zsasz había deformado la mente de Jeremiah y lo había convertido en un mero secuaz. Debido a estas continuas conversaciones con Jeremiah Arkham, Zsasz se da cuenta de que Batman es una planta y, posteriormente, asesina tanto al contratista como a otro recluso en Arkham que conoce la estratagema de Zsasz. Tanto Nightwing y Batman ponerse al día con Zsasz cuando trata de escapar por última vez y lo puso de nuevo en Arkham.
Zsasz aparece más tarde en las Partes 3 y 4 de la saga Knightfall. En la Parte 3 de Knightfall, Zsasz toma como rehén a un internado de niñas y mantiene a los estudiantes a punta de cuchillo hasta que llega Batman, y se marcha brevemente para matar a dos policías que fueron enviados a arrestarlo. Aunque debilitado tanto física como mentalmente debido a la tensión de esforzarse durante tanto tiempo para capturar a los presos fugados, Batman pelea con Zsasz e intenta ignorar la burla del lunático. Finalmente se rompe, después de que Zsasz dice que en realidad son lo mismo, y administra una paliza salvaje. En la parte 4, la apariencia de Zsasz es un simple cameo, que lo muestra siendo sacado del internado por la policía y Harvey Bullock, amenazándolo personalmente.
Durante la historia de No Man's Land, Zsasz es un paciente en el hospital de campaña de la Dra. Leslie Thompkins por un breve tiempo, demostrando ser eminentemente mortal incluso cuando está inconsciente y atado a una camilla cuando logra abrir una de las arterias de un campo. con sus uñas. Una vez que se despierta, se enfrenta a la Dra. Thompkins, cuya caridad absoluta y desinteresada contrasta marcadamente con su total vacío; ella le hace pausar brevemente, pero finalmente es repelida por su profunda maldad.
Zsasz aparece más tarde en Detective Comics # 796, donde pelea contra Stephanie Brown en su papel de Robin. Intenta degollarla, pero se distrae con su inesperada ferocidad y retrocede, donde ataca e intenta matar a Batman. Sin embargo, Stephanie finalmente lo derrota.
Zsasz hace una breve aparición en Crisis infinita # 7. Él es parte de la Sociedad Secreta de Supervillanos y es uno de los muchos de sus miembros enviados a atacar la ciudad de Metrópolis. La Sociedad pierde.
Zsasz no vuelve a ser visto en ningún papel de villano importante hasta que Detective Comics # 815, lanzado en marzo de 2006, titulado "Victims". Antes de una revisión psiquiátrica trimestral, Zsasz mata a sus guardias con postes de metal sujetos a su soporte de cuello y escapa para volver a matar. Batman busca a Zsasz, que no tiene éxito hasta que Zsasz obtiene acceso a un evento de caridad (al que asistió Bruce Wayne) y apuñala al amado mayordomo de Wayne, Alfred Pennyworth, en el estómago. Wayne lleva a Alfred al hospital y le salva la vida. Para atraer a Zsasz hacia él, Wayne realiza una conferencia de prensa en la que anuncia que Alfred todavía está vivo. Después de haberle dejado una cicatriz a Alfred, Zsasz se da cuenta de que su cuenta se ha desviado en uno (Zsasz comenta: "Mi piel...está gateando...cada centímetro se siente...mal"). Durante la segunda parte de "Victims" (Detective Comics # 816), después de una pelea con Batman, Zsasz procede al hospital para acabar con Alfred. Batman lo pilla desprevenido y lo deja inconsciente, salvando así la vida de Alfred y enviando a Zsasz de regreso a Arkham. A lo largo de esta aparición, la obra de arte de Cliff Chiang retrata a Zsasz con elementos visuales comúnmente asociados con la subcultura skinhead, incluidas botas de trabajo que se asemejan a Doc Martens, jeans ajustados, una camiseta blanca sin mangas, tirantes o "tirantes" y un peinado muy corto. Además, la representación de Chiang de Zsasz es físicamente más imponente por fuera que el físico demacrado y enjuto creado por Breyfogle y favorecido por la mayoría de los artistas posteriores. Ningún diálogo en el arco de la historia hace referencia a que Zsasz sea un skinhead ni explica su aumento de la musculatura, y es probable que estos elementos visuales hayan sido decisión del artista.
Más tarde, Zsasz se ve nuevamente en el arco de la historia de Gotham Underground donde, en el número 3, aparece en una celda de Batman disfrazada en la prisión de Blackgate e intenta matarlo con un cuchillo. Termina cortando el brazo de Batman justo cuando se estaba despertando y la pelea resultante termina con Zsasz inconsciente y Batman siendo llevado de urgencia al hospital.
Un Zsasz desnudo, desesperado y totalmente trastornado apareció en el primer número de Batman: Cacophony (2008), escrito por el director de cine Kevin Smith, matando a una pareja joven y amenazando a sus hijos antes de que Batman lo sometiera. Sus pensamientos se mueven tan rápido que no hay espacios entre las palabras. En el tema, Batman dice que de todos los criminales con los que pelea, es el que más odia a Zsasz.
En la historia de Battle For The Cowl, Zsasz es reclutado por un nuevo Máscara Negra en un grupo de villanos con el objetivo de apoderarse de Gotham. Este arreglo se explica con más detalle en un arco argumental continuo a través de la serie Streets of Gotham, con Máscara Negra contratando a Zsasz después de que salvó la vida del primero después de una confrontación con el ex empleado Firefly. Máscara Negra le presenta a Zsasz un maletín lleno de dinero en efectivo y le aconseja que finalmente viva su sueño, sabiendo muy bien que cualquier "sueño" de Zsasz culminaría en un asesinato en masa. Al principio, preocupado por cómo hacer esto, finalmente decide aceptar la oferta de Máscara Negra, vistiéndose con trajes de Armani (que parecen exactamente la imagen del personaje de Woody Harrelson en Natural Born Killers) y comprando un almacén como base de operaciones. Durante una investigación sobre el descubrimiento de varios niños asesinados por Humpty Dumpty, Damian Wayne es "capturado" por un hombre que busca niños fugitivos con la promesa de una comida gratis y un lugar para quedarse. Damian descubre que el hombre es un colaborador cercano de Victor Zsasz, y que Zsasz ha estado construyendo lentamente un imperio financiero utilizando niños fugitivos y huérfanos secuestrados en una arena de 'lucha a muerte' donde la gente apuesta por los ganadores. El niño ganador se enfrenta a un nuevo concursante, y así sucesivamente, hasta que el último niño que queda pelea contra Zsasz uno a uno, con la promesa de libertad para ganar (siendo claramente evidente que ninguno ha ganado hasta ahora). Habiendo visto los horrores que dejó Zsasz, así como un recuerdo inquietante de ver los cadáveres de los niños que mató, Damian pregunta por qué Bruce o Dick han permitido que un hombre como Zsasz quede con vida, a pesar de su código moral contra el asesinato. Damian logra someter a Víctor y lo ataca brutalmente con una espada, después de lo cual cae en el puerto de Gotham. Sin querer desafiar las creencias de su mentor y de su difunto padre, le promete a Dick que el golpe no fue fatal ya que "no vio la columna vertebral de Zsasz", pero indicó que su supervivencia era escasa.
Zsasz es visto más tarde en cautiverio en Detective Comics, después de la aprehensión de Máscara Negra (Jeremiah Arkham), en Arkham Asylum. Si bien no se hace referencia a la lesión de Zsasz (ni parece estar herido), su presencia en Arkham junto a Jeremiah sugiere fuertemente que los eventos de este problema tienen lugar después de la lesión, lo que significa que sobrevivió al ataque.

### The New 52
Zsasz ha aparecido varias veces en The New 52 (un reinicio del universo de DC Comics en 2011) como un preso de Arkham, y luego se lo ve atacando a Batgirl en los Narrows, mientras está en Venom. Zsasz aparece a continuación en Detective Comics (vol. 2) # 18 escrito por John Layman. El Joker lo libera de Arkham Asylum antes de los eventos de Death of the Family. Más tarde, es contratado por Ignatius Ogilvy, el Emperador Pingüino, para "dejar [su] marca en la ciudad de Gotham", se le da un cuchillo con la insignia del Emperador Pingüino en él. Más tarde, Zsasz recibe instrucciones de poner el suero Man-Bat en el cuchillo, como parte del plan del Pingüino Emperador para convertir a la población de Gotham City en Man-Bats a través de un virus transmitido por el aire. Zsasz se transforma temporalmente en uno.
Durante la historia de Maldad Eterna, Nightwing acababa de recuperar a Victor Zsasz de Chicago y lo estaba trayendo de regreso al Arkham Asylum. Victor Zsasz fue luego secuestrado por Superwoman y Owlman.

### DC Rebirth
En el reinicio de DC Rebirth, Batman y Duke Thomas investigan una serie de asesinatos relacionados con Zsasz. Flashbacks del arco de la historia de 2017 La guerra de bromas y acertijos revela que Zsasz se puso del lado de Riddler en una guerra contra Joker.
Se une brevemente a una banda de villanos reunidos por Killer Moth.
En la secuela de Watchmen, Doomsday Clock, Victor Zsasz estaba en Arkham Asylum cuando Rorschach fue encarcelado allí por Batman.

## Poderes y habilidades
Además de su físico delgado pero alto, Zsasz es extremadamente ágil y flexible, capaz de enfrentarse cara a cara incluso con Batman en breves combates. Aunque le gusta degollar a sus víctimas con cuchillos, no tiene reservas en lanzar cuchillas a los oponentes si la ocasión lo requiere, e incluso lleva varios cuchillos de repuesto para este propósito.
Aunque a él personalmente no le gustan las armas, considerándolas "poco confiables", se sabe que Zsasz ocasionalmente porta armas de fuego para coaccionar a sus víctimas seleccionadas.
Incluso con las manos desnudas, Zsasz es un oponente formidable; como está encerrado en una enorme unidad de contención de acero durante 16 horas al día, se ha acostumbrado a practicar isométricos en el espacio reducido para fortalecer su cuerpo.
Zsasz es increíblemente inteligente y se dice que tiene "una mente criminal brillante". Está constantemente pensando rápidamente tanto mientras está encarcelado como activo, y algunas de sus fugas han sido el resultado de sus astutos planes.
Zsasz es completamente impredecible, no tiene reparos en a quién mata, cuándo y dónde. Por lo tanto, es casi imposible rastrearlo, incluso si los signos de su modus operandi parecen evidentes, ya que no hay ningún motivo o pista a seguir. Tal imprevisibilidad también lo convierte en un peligro para todos los que puedan encontrarlo.
Durante el arco de la historia de Streets of Gotham, se supo que Zsasz ve el mundo bañado en rojo, y todos los que están en él como una víctima que ha asesinado. Él imagina que tanto el amigo (Máscara Negra) como el enemigo (Dick Grayson) han muerto a su mano con la garganta cortada. Durante su batalla con Damian, Zsasz comienza a perder la compostura cuando comienza a verlo como un ser humano vivo en lugar de como un cadáver.

## Otras versiones

### Crimson Mist
En Batman: Crimson Mist, Zsasz es uno de los internos del Arkham Asylum a quien el vampiro Batman mata. Batman abre el pecho de Zsasz con sus garras para marcar la cicatriz que representará la propia vida de Zsasz; luego bebe la sangre de Zsasz y le corta la cabeza.

### Flashpoint
En la línea de tiempo alternativa del evento Flashpoint, Victor Zsasz está encarcelado en la prisión militar Doom. Durante la fuga de la prisión, Zsasz es asesinado por el incendiario Heat Wave.

### Batman: Arkham City
En el cómic de la precuela de Batman: Arkham City, Hugo Strange mencionó brevemente a Zsasz como un recluso que liberó intencionalmente, pero de forma anónima, para que las fuerzas de Tyger pudieran recapturarlo para aumentar el crédito de Arkham City como una prisión segura. Al ser admitido, Zsasz rápidamente se hizo conocido como el "Asesino de teléfonos públicos" en Arkham City, conectando todas las líneas telefónicas antiguas con la ayuda del Agente, rastreando y asesinando a cualquiera que tuviera la mala suerte de responder una de sus llamadas después de ser encarcelado brevemente por Pingüino en su museo. Apareció brevemente en el juicio de Dos Caras contra Joker como miembro del jurado, y también acordó condenar a Joker a muerte.

### Injustice: Dioses entre nosotros
Zsasz aparece en el cómic Injustice: Dioses entre nosotros, interrumpiendo una discusión entre Superman y Batman, burlándose de Superman y preguntándole si sintió la 'liberación' de quitarse una vida. Wonder Woman luego hace que Cyborg abra la puerta de la celda de Zsasz, para el horror de Batman y el deleite de Zsasz, solo para que el loco asesino sea rápidamente barrido por Flash a la ubicación segura que Superman ha creado para los pacientes de Arkham. Zsasz aparece más tarde en el quinto año, donde Superman lo envía para interrogar a Alfred Pennyworth sobre el paradero del siempre esquivo Batman. Alfred puede luchar antes de que Zsasz lo mate, sin saber dónde está Batman, sin embargo, ya que Alfred no estaba al tanto y no estaba dispuesto a ayudar. Esto saca a Batman de su escondite y poco después acorrala a Zsasz, golpeándolo hasta la sumisión. Zsasz se niega a confirmar si Superman lo envió y revela sádicamente dónde ha colocado la marca de conteo de Alfred. Damian Wayne aparece y le ordena a Batman que mate a Zsasz, o lo hará en su lugar. Zsasz vuelve a prisión, pero Damian se cuela en su celda y mata a Zsasz en venganza. Antes de morir, Zsasz dijo que la cicatriz que representaba la muerte de Alfred era su favorita.
En la secuela del juego Injustice 2, la línea de tiempo en la que Damian lo mató en el año cinco se ha vuelto a configurar y, en cambio, Damian lo mató antes en el año uno, al mismo tiempo que Damian deserta para unirse al lado de Superman.

## Otros Medios

### Televisión

#### Acción en vivo
- Victor Zsasz hace su debut televisivo en la serie FOX, Gotham, interpretado por Anthony Carrigan.[26][5][6] Se le representa como un asesino a sueldo y despiadado con un sentido del humor sádico que deja una marca en algún lugar de su cuerpo por cada persona que mata. Además, Victor Zsasz suele ir acompañado de un grupo de asesinas a sueldo que visten cuero.[27] Regularmente se desempeña como asesino a sueldo del señor del crimen Carmine Falcone. Cuando este último finalmente se retira y deja Gotham City, las lealtades de Zsasz cambian al gánster Oswald Cobblepot. A lo largo de la serie, Zsasz ha sido contratado para llevar a cabo ataques contra miembros del Departamento de Policía de Gotham City (incluido el detective James Gordon y el comisionado Loeb) y otros mafiosos (como Fish Mooney y Butch Gilzean).
- Victor Zsasz aparece en la segunda temporada de la serie de acción en vivo Batwoman, interpretado por Alex Morf.[28] Esta versión es un sicario que vende sus servicios a quien pueda pagarle y ha tenido un encuentro previo con Ryan Wilder. Después de una pelea desastrosa con Zsasz, Ryan va como ella misma donde entabla una conversación con Zsasz con un dispositivo oculto provisto por Luke Fox para piratear el teléfono celular de Zsasz. Luke pudo usar la información que obtuvo para descubrir que Safiyah Sohail lo contrató para matar a sus últimos objetivos. Después de escuchar a Alice sobre Hamilton Dynamics usando un suero que tenía sangre afectada por Desert Rose de Mary, Safiyah contacta a Zsasz para apuntar a Mary Hamilton. Antes de que Zsasz pueda acabar con Mary, Batwoman lo ataca con su nuevo Batitraje, donde logra derrotarlo.

#### Animación
Victor Zsasz hace breves apariciones en los episodios de Harley Quinn, "No hay lugar para ir más que abajo" y "La dama de honor fugitiva", con la voz de Brad Morris. En el primero, se lo ve como un recluso en el centro de rehabilitación de Bane, The Pit, mientras que en el segundo, se lo ve como un invitado a la boda de Hiedra Venenosa y Hombre Cometa.

### Película
- Victor Zsasz aparece brevemente en la película de 2005 Batman Begins, interpretado por Tim Booth.[29] Un ejecutor del mafioso Carmine Falcone, Zsasz es juzgado por múltiples asesinatos por la asistente del fiscal de distrito Rachel Dawes. En última instancia, es enviado a Arkham Asylum después de ser considerado psicológicamente loco por el administrador del hospital, el Dr. Jonathan Crane, que trabaja en secreto para Falcone. Zsasz más tarde escapa de Arkham durante el ataque de Ra's al Ghul en Gotham City, y procede a atacar a Rachel junto con los otros reclusos. Un sitio web promocional de The Dark Knight revela que Zsasz todavía está prófugo.[30]
- Victor Zsasz hace un cameo en la película animada directa al video Batman: Assault on Arkham, con la voz de Christian Lanz. Toma a una mujer como rehén en un callejón, donde está rodeado por varios policías antes de que Batman llegue y lo someta.
- Victor Zsasz hizo su debut en DCEU en la película Birds of Prey (2020) retratado por Chris Messina, sirviendo como secuaz trabajando para Roman Sionis/Máscara Negra.[31] Sádico y leal a Sionis, Zsasz se encarga de controlar a la conductora recientemente designada de su empleador, Dinah Lance, y finalmente descubre que ella ha estado avisando a la policía. Es asesinado por Helena Bertinelli, ya que se revela que fue uno de los sicarios que asesinó a su familia.

### Videojuegos
- Zsasz aparece como un jefe en Batman: Dark Tomorrow, con la voz de Scott Sowers.
- Tim Booth repite su papel de Zsasz en el videojuego de Batman Begins, en su encarnación original, en lugar de "el asesino a sueldo" que describe en la película. Aparece por primera vez cuando Flass intenta interrogarlo para obtener información sobre el nuevo 'socio' de Falcone, Batman lo libera de su cadena para asustar a Flass para que abandone la celda de Zsasz para que Batman pueda interrogar a Flass, usando a Zsasz como una amenaza. Más tarde, Zsasz hace una breve aparición durante los disturbios en los que intenta aterrorizar a Rachel Dawes, pero ella lo saca con su Taser mientras Zsasz se distrae con la llegada de Batman.
- Zsasz se encuentra entre muchos otros personajes de DC incluidos en Scribblenauts Unmasked: A DC Comics Adventure.[32]
- Victor Zsasz aparece en Batman: The Telltale Series, con la voz de Kiff VandenHeuvel. Es un recluso en Arkham Asylum y puede interactuar con Bruce Wayne, durante el internamiento de este último en el hospital psiquiátrico. Como parte de un plan para liberar al multimillonario, "John Doe" manipula a Zsasz para crear un motín, lo que hace que arremeta contra otro recluso. Dependiendo de si Bruce elige intervenir o aprovechar la oportunidad para organizar su liberación, atacará al multimillonario o matará a un ordenanza. Zsasz también es parte del motín en Arkham Asylum creado por Lady Arkham, durante el cual ataca a Batman. El justiciero lo somete rápidamente, aunque las circunstancias cambian dependiendo de una elección del episodio anterior.
- Victor Zsasz aparece brevemente en el modo historia de Injustice 2, con la voz de Steven Blum. Es asesinado por Robin durante el asedio de Arkham Asylum por parte de Superman.

#### Lego Batman
- Victor Zsasz aparece en la versión para Nintendo DS de Lego Batman: el videojuego como una recompensa enemiga en el minijuego "Villain Hunt".
- Victor Zsasz aparece como un mini jefe en la versión para Nintendo DS de Lego Batman 2: DC Super Heroes.

#### Batman Arkham
Victor Zsasz aparece como uno de los villanos en la franquicia Batman: Arkham, donde Danny Jacobs le da voz.
- Al comienzo de Batman: Arkham Asylum, durante las etapas iniciales de la toma de control del Joker, Zsasz logra escapar del confinamiento y tomar a un guardia como rehén en Pacificación, atándolo a una silla eléctrica. Batman logra colarse detrás de Zsasz y dejarlo inconsciente. Sin embargo, Zsasz más tarde logra liberarse, matando a los guardias en su sala de descanso (colocándolos para jugar al póquer) y en el jardín (donde los colocó para leer libros). Joker lo encontró allí y lo reclutó para torturar al Dr. Young por la fórmula TITAN; Batman se las arregla para dejar inconsciente a Zsasz nuevamente, pero el rescate del Dr. Young es de corta duración ya que una bomba le quita la vida poco después. Más tarde se lo ve en las alucinaciones finales de El Espantapájaros como uno de los villanos que escolta a Batman a Arkham, similar a los guardias que llevaron al Joker al Arkham Asylum al comienzo del juego. Más adelante, en los modos de desafío de combate cuerpo a cuerpo, Zsasz aparece como un NPC con el que Batman debe luchar junto con matones habituales. Lleva dos cuchillos y debe estar aturdido para atacar.
- En la secuela Batman: Arkham City, Batman debe rastrearlo y frustrar sus asesinatos en una misión secundaria, con Zsasz llamándolo a varios teléfonos públicos e instruyendo a Batman para que encuentre otro teléfono dentro de un límite de tiempo antes de que Victor Zsasz comience a matar rehenes. Explica su historia de fondo en el transcurso de la misión llamando al jugador, lo que incluye perder su dinero jugando contra Pingüino (que hace trampas) en el Iceberg Lounge, y finalmente revela que siente que su único propósito en la vida es matar. Batman finalmente lo rastrea hasta su escondite rastreando la serie de torres de comunicación que usa para hacer rebotar su señal telefónica, y lo detiene antes de que mate a dos rehenes. Sin embargo, el modo detective, un modo visual que resalta elementos de interés en la pantalla, revela un cuerpo en el agua, lo que sugiere que un rehén intentó escapar sin éxito o se suicidó, o Zsasz simplemente se cansó de esperar y lo mató. Batman luego pone a Zsasz en una jaula donde mantuvo a sus prisioneros. Pingüino menciona que Victor Zsasz ha asesinado a más de 100 hombres, mujeres y niños. También se hizo evidente que fue capturado por Pingüino y exhibido en un momento, antes de escapar.
- En Batman: Arkham Knight, Victor Zsasz hace un cameo en una grabación que muestra el secuestro de Oracle. Tiene la misma apariencia que en Arkham City. También se revela a través de una historia de Gotham City que Zsasz ha estado activo en Gotham y ha reanudado sus asesinatos, y Batman tiene la opción de encontrarse con tres de sus víctimas posadas debajo de un puente cerca de la Torre Wayne.
- En la escena final de Batman: Arkham VR, el nombre de Victor Zsasz se ve en una lista de reclusos de Arkham.

### Libros
El libro de enlace para Batman Begins que presenta el arte de desarrollo y la guía visual de la película, también presenta una toma de Booth disfrazado, refiriéndose a Zsasz como un asesino en serie. En los créditos y el guion de la película, así como en todos los libros y la novelización gráfica, su nombre se escribe "Zsaz". La novelización de Batman Begins se refiere a él como "Victor Zsasz" al igual que el videojuego.